# 14 de noviembre
El 14 de noviembre es el 318.º (tricentésimo decimoctavo) día del año en el calendario gregoriano y el 319.º en los años bisiestos. Quedan 47 días para finalizar el año.

## Acontecimientos
- 1152 a. C.: en el Antiguo Egipto, en tiempos del faraón Ramsés III, comienza la primera huelga laboral de la historia, ocurrida en las obras del Valle de los Reyes.[1]
- 684: en la Hispania visigoda (actual España) se inicia el XIV Concilio de Toledo.
- 1360 (05/10/15, según el calendario Shohei): en Owase (prefectura de Mie) y Hyogo se registra un terremoto de magnitud 7,8 en la escala sismológica de Richter. Al día siguiente se registra un tsunami. (Ver Sismos entre el siglo X y XIX).
- 1423 (11/10/30, según el calendario Oei): en Ugo (Japón) a las 8:00 (hora local) se registra un terremoto de magnitud 6,5 en la escala sismológica de Richter que deja «algunos» muertos. (Ver Sismos entre el siglo X y el XIX).
- 1498: en Yunnan (China) a las 0:00 (hora local) se registra un terremoto de magnitud 5,0 en la escala sismológica de Richter que deja «algunos» muertos.
- 1501: el príncipe de Gales, Arturo Tudor, contrae matrimonio con Catalina de Aragón, hija de los Reyes Católicos.
- 1573: en Colima, Guadalajara, Michoacán y Oaxaca (México) se registra un terremoto.
- 1517: En España, el rey Carlos I naturaliza castellano al flamenco Guillermo de Croy, sobrino de su consejero, con la intención de nombrarlo arzobispo de Toledo. El nombramiento provoca indignación en Castilla, siendo uno de los detonantes de la Guerra de las Comunidades de 1520.
- 1581: en Rusia, el zar Iván el Terrible mata a bastonazos a su hijo en un ataque de ira.
- 1769: en Escocia se registra un terremoto que deja «muchos» muertos.
- 1770: en África, James Bruce descubre lo que él cree que son las fuentes del río Nilo.
- 1774: En La Habana se termina de construir la fortaleza militar San Carlos de La Cabaña.
- 1781: En la ciudad de La Paz es ejecutado el líder indígena boliviano Túpac Katari ―por desmembramiento, igual que el líder Túpac Amaru el 18 de mayo de ese año―. Antes de morir gritó: «Me matan a mí solo, pero volveré y seré millones».
- 1817: fusilamiento de Policarpa Salavarrieta, actualmente día de la mujer colombiana en conmemoración a  La Pola
- 1851: en los Estados Unidos se publica por primera vez la novela Moby-Dick, de Herman Melville.
- 1862: en el marco de la guerra civil estadounidense el presidente Abraham Lincoln aprueba el plan del general Ambrose Burnside para capturar Richmond (Virginia), la capital de los confederados, lo que provocará la batalla de Fredericksburg.
- 1879: en España se establece por Real Decreto la obligatoriedad del sistema métrico decimal a partir de julio de 1880.
- 1883: en Santiago de Chile se funda la Biblioteca del Congreso Nacional.
- 1884: en Alemania se inaugura la Conferencia de Berlín, que aprobó el acta de reparto del continente africano entre los países europeos imperialistas.
- 1888: en Francia, el Instituto Pasteur es inaugurado.
- 1889: la periodista pionera Nellie Bly comienza un intento de viaje alrededor del mundo en menos de 80 días. Completará el hazaña en 72 días.
- 1910: en Hampton Roads (Virginia), el aviador Eugene Ely realiza el primer despegue de avión desde un barco. Despegó desde una cubierta especialmente añadida al crucero ligero USS Birmingham.
- 1913: en Medellín (Colombia) se funda el Deportivo Independiente Medellín.
- 1914: en los primeros meses de la Primera Guerra Mundial, el Imperio otomano le declara la guerra a Francia, Reino Unido, Rusia, Serbia y Montenegro.
- 1918: Checoslovaquia se convierte en una república.
- 1921: en España se funda el Partido Comunista de España.
- 1921: una bomba explota a los pies de la imagen de la Virgen de Guadalupe de México en la antigua basílica, quedando la imagen sin sufrir daño alguno.
- 1922: en Reino Unido comienza su servicio de radio la BBC (British Broadcasting Corporation).
- 1924: en Barcelona (España), la locutora de radio María Sabater realiza la primera emisión de Radio Barcelona, decana de la radiofonía española.
- 1927: en la Unión Soviética, el Partido Comunista expulsa a León Trotski y a Grigori Zinóviev.
- 1940: en Reino Unido ―en el marco de la Segunda Guerra Mundial― aviones de la Luftwaffe alemana bombardean la ciudad británica de Coventry. La antiquísima catedral resulta completamente destruida.
- 1941: en Slonim (Bielorrusia), fuerzas nazis alemanas ―en el marco de la Operación Barbarroja de invasión de la Unión Soviética― asesinan a 9000 hombres, mujeres y niños judíos en un solo día.
- 1941: el portaviones británico Ark Royal se hunde debido a los daños producidos por un torpedo alemán el día anterior.
- 1952: en Londres, New Musical Express publica la primera tabla de éxitos de sencillos de Reino Unido.
- 1954: En España, Manuel Tarín Iglesias, director de Radio Barcelona, con motivo de sus 30 años, cambia el nombre del Concurso Anual de Guiones por Premios Ondas, en honor a la revista Ondas (que había desaparecido en 1936, con el comienzo de la dictadura franquista).
- 1960: en Luisiana (Estados Unidos) ―en el marco del racismo en Estados Unidos que asoló el país hasta 1967― la niña Ruby Bridges se convierte en el primer alumno afroestadounidense en asistir a una escuela exclusiva para blancos.
- 1965: en la guerra de Vietnam comienza la batalla del valle de ia Drang, el primer combate entre el ejército invasor estadounidense y las fuerzas nacionales de Vietnam del Norte.
- 1965: En el Pico Turquino, con la presencia de Fidel Castro, se produce la graduación de los primeros 400 médicos y 26 estomatólogos formados por la Revolución
- 1967: en Bogotá (Colombia), el Congreso, en conmemoración de los 150 años de la muerte de Policarpa Salavarrieta, declara esta fecha como «Día de la Mujer Colombiana».
- 1967: en los Estados Unidos, el físico Theodore Maiman obtiene la patente para su invento del láser de rubí (el primer tipo de láser del mundo).
- 1969: en los Estados Unidos despega el Apolo 12, cuarta misión tripulada hacia la Luna y segunda misión tripulada que desciende en la superficie de la Luna.
- 1970: cerca del Aeropuerto Tri-State (Estados Unidos) se estrella el vuelo 932 de Southern Airways, que transportaba al equipo de fútbol americano de la Universidad Marshall; fallecen los 75 ocupantes.[2]
- 1970: la Unión Soviética ingresa en la ICAO (Organización Internacional de Aviación Civil), haciendo del ruso el cuarto idioma oficial de la institución.
- 1971: frente a la Rambla de Pocitos (en Montevideo, Uruguay), se produce un luctuoso accidente durante una exhibición de maniobras de dos helicópteros conocida como Tragedia de Kibón, y que tuvo como resultado 8 muertos y 40 heridos. Fue la peor tragedia aérea del país en su historia.
- 1975: en Madrid (España) se firman el Acuerdo Tripartito por los cuales el Reino de España entrega unilateralmente la administración del Sáhara Occidental a una administración tripartita formada por España, Marruecos y Mauritania.
- 1979: en respuesta a la crisis de los rehenes en Irán, el presidente estadounidense Jimmy Carter decreta la orden ejecutiva 12170, mediante la cual congela todos los bienes iraníes en los Estados Unidos.
- 1989: en Málaga (España) sucede una grave inundación.
- 1991: en Camboya, el príncipe Norodom Sihanouk retorna a la ciudad de Phnom Penh después de trece años en el exilio.
- 1993: en Puerto Rico se realiza un plebiscito de estatus; El Estado Libre Asociado resulta vencedor con el 826,326 votos (48.6%).
- 1995: en los Estados Unidos, las luchas por la votación del presupuesto nacional entre demócratas y republicanos en el Congreso,fuerza al Gobierno federal a cerrar temporalmente los museos y los parques nacionales, y a hacer funcionar la mayoría de las oficinas estatales con un mínimo de personal.
- 1997: Fox estrena su primera película de animación Anastasia, una historia musical inspirada en la historia de la gran duquesa Anastasia Romanova de la Rusia Imperial. Esta película considerada un hito en la animación por su calidad, su taquilla y por hacerle competencia a Disney, empresa cuyo reinado parecía irrevocable.
- 1997: adopta OMG (Object Manager Group) la metodología UML, que en la actualidad es el lenguaje de modelado de sistemas de software más conocido y utilizado.
- 1998: en Argel (Argelia), Yasser Arafat declara simbólicamente el Estado palestino independiente.
- 2000: en los Estados Unidos se lanza el Netscape Navigator versión 6.0.
- 2001: en Doha (Catar) la Reunión Ministerial de la OMC adopta la Declaración de Doha.
- 2002: Argentina entra en default con el Banco Mundial por 805 millones de dólares.
- 2003: los astrónomos Michael E. Brown, Chad Trujillo y David L. Rabinowitz descubren el planetoide Sedna, un objeto transneptuniano.
- 2006: en la ciudad de Osorno (Chile) se inaugura el Estadio Municipal Rubén Marcos Peralta.
- 2007: en Chile, sucede el Terremoto de Tocopilla de 2007 de magnitud 7,8 en la Escala de Richter sacude al Norte Grande, dejando en la ciudad de Tocopilla 200 casas con daños, dos muertos y 95 heridos.
- 2007: desde la Guayana Francesa, Francia lanza al espacio el cohete Ariane-5.
- 2008: en la ciudad de Washington (Estados Unidos) comienza la reunión del Grupo de los 20.
- 2009: es lanzada el sencillo Tik Tok, de Kesha; la canción fue el sencillo con mayor cantidad de ventas en el mundo durante 2010.
- 2010: en el Gran Premio de Abu Dabi, el piloto de Red Bull Racing, Sebastian Vettel, se convierte en el más joven en obtener el título de Campeón Mundial de Fórmula 1
- 2012: Israel ―en respuesta a la escalada de hostilidades de Hamás― lanza la operación Pilar de Defensa, una importante seguidilla de ataques contra la población civil palestina en la Franja de Gaza,
- 2012: tiene lugar una huelga general en España[3] y en otros países de Europa.[4]
- 2017: en Zimbabue, un golpe de Estado en la capital de país provoca que el presidente Robert Mugabe permanezca bajo arresto domiciliario,  seis días después el  presidente presentaría su renuncia.
- 2020: en Perú, fallecen 2 jóvenes manifestantes, en las protestas contra el gobierno de Manuel Merino. Tras estos hechos la ciudadanía exige la renuncia de Merino a la presidencia.
- 2021: en Argentina, se realizan las elecciones legislativas de medio término. Por primera vez desde la vuelta a la democracia (1983), el peronismo pierde el cuórum en la Cámara de Senadores.[5]

## Nacimientos
- 1457: Beatriz de Nápoles, aristócrata napolitana, reina consorte de Hungría (f. 1508).
- 1567: Mauricio de Nassau, príncipe de Orange (f. 1625).
- 1650: Guillermo III de Orange, rey neerlandés (f. 1702).
- 1663: Friedrich Wilhelm Zachow, organista y compositor alemán (f. 1712).
- 1668: Johann Lukas von Hildebrandt, arquitecto austriaco (f. 1745).

Leopold Mozart

- 1719: Leopold Mozart, violinista, director de orquesta y compositor austriaco, padre de Wolfgang Amadeus (f. 1787).
- 1723: Johann Ludwig Aberli, pintor suizo (n. 1786).
- 1765: Robert Fulton, ingeniero estadounidense, inventor del barco de vapor (f. 1815).
- 1771: Marie François Xavier Bichat, anatomista y fisiólogo francés (f. 1802).
- 1776: Henri Dutrochet, médico, botánico y fisiólogo francés (f. 1847).
- 1778: Johann Nepomuk Hummel, compositor y pianista austriaco (f. 1837).
- 1779: Adam Gottlob Oehlenschläger, poeta y dramaturgo danés (f. 1850).
- 1784: Francisco Pérez de Uriondo, militar de las Provincias Unidas del Río de la Plata y guerrillero libertador de Tarija (f. 1822).
- 1789: José Antonio Anzoátegui, general venezolano (f. 1819).
- 1797: Charles Lyell, geólogo y abogado británico (f. 1875).
- 1803: Jacob Abbott, escritor estadounidense (f. 1879).
- 1805: Fanny Mendelssohn, compositora y pianista alemana (f. 1847).
- 1812: María Cristina de Saboya, aristócrata francesa (f. 1836).
- 1828: Charles de Freycinet, primer ministro francés (f. 1923).

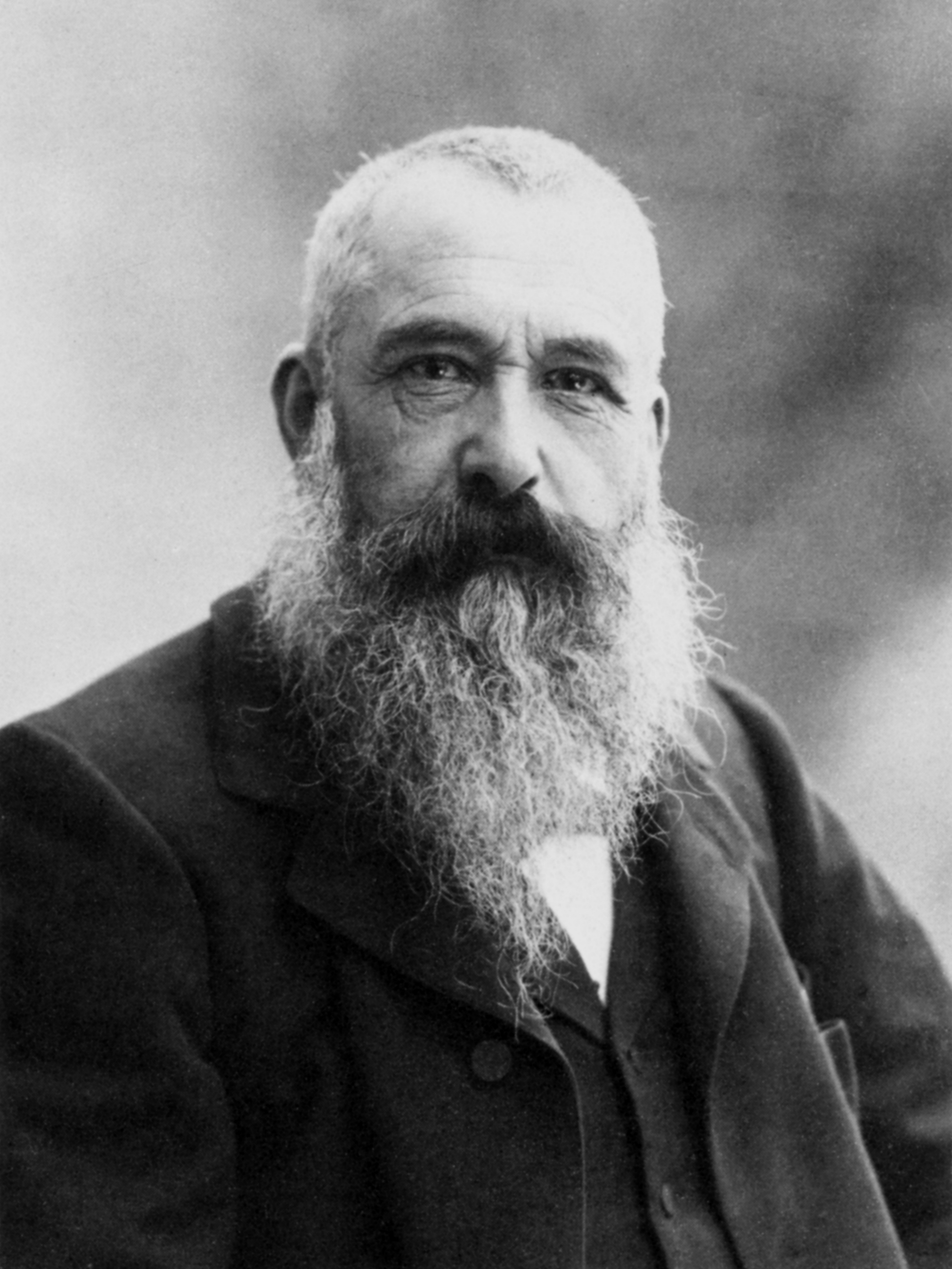
Claude Monet

- 1840: Claude Monet, pintor francés (f. 1926).
- 1844: Henry Nottidge Moseley, naturalista británico (f. 1891).
- 1863: Leo Baekeland, químico e ingeniero belga (f. 1944).
- 1866: Julio Moreno, político argentino (f. 1946).
- 1873: Carlos María de la Torre, cardenal ecuatoriano (f. 1968).
- 1875: Bruno H. Bürgel, escritor y astrónomo alemán (f. 1948).
- 1878: Julie Manet, colector de arte y pintor francés (f. 1966).
- 1878: Louis Marcoussis, pintor cubista polaco (f. 1941).
- 1878: Leopold Staff, poeta y académico ucraniano-polaco (f. 1957).
- 1885: Sonia Delaunay, artista rusa (f. 1979).
- 1889: Eliseo Gómez Serrano, maestro y político español (f. 1939), ejecutado por los franquistas.

Sri Pandit Jawaharlal Nehru

- 1889: Sri Pandit Jawaharlal Nehru, político indio, primer ministro de India (f. 1964).
- 1889: Corrado Racca, actor italiano (f. 1950).
- 1889: Luis Videla Salinas, político chileno (f. 1994).
- 1890: Rafael Gómez Catón, pintor español (f. 1961).
- 1891: Frederick Grant Banting, médico canadiense, premio nobel de medicina en 1923 (f. 1941).
- 1892: Jesús Silva Herzog, economista e historiador mexicano (f. 1985).
- 1892: Belisario de Jesús García, militar, músico y compositor mexicano (f. 1952).
- 1894: Samuel Eichelbaum, escritor, periodista y dramaturgo argentino (f. 1967).
- 1896: Mamie Eisenhower, primera dama de los Estados Unidos entre 1953 y 1961 (f. 1979).
- 1896: Leopoldo Treviño Garza, militar y político mexicano (f. 1943).
- 1897: John Steuart Curry, pintor y académico estadounidense (f. 1946).
- 1900: Aaron Copland, músico y compositor estadounidense (f. 1990).
- 1904: Dick Powell, actor estadounidense (f. 1963).
- 1905: Louise Brooks, actriz y bailarina estadounidense (f. 1985).
- 1907: Pedro Arrupe, eclesiástico español (f. 1991).
- 1907: Raúl Marín Balmaceda, político chileno (f. 1957).
- 1907: Howard W. Hunter, líder mormón estadounidense (f. 1995).

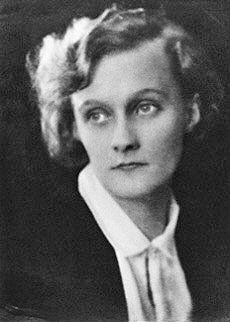
Astrid Lindgren

- 1907: Astrid Lindgren, escritora y guionista sueca (f. 2002).
- 1907: William Steig, estadounidense escritor, ilustrador, y escultor (f. 2003).
- 1908: Joseph McCarthy, político estadounidense (f. 1957).
- 1908: Lorenzo Garza, torero mexicano (f. 1978).
- 1910: Rosemary DeCamp, actriz y cantante estadounidense (f. 2001).
- 1912: Barbara Hutton, filántropa estadounidense (f. 1979).
- 1913: Mariano Navarro Rubio, político español (f. 2001).
- 1913: Mario Roberto Álvarez, arquitecto argentino (f. 2011).
- 1913: Aharon Yehuda Leib Shteinman, rabino israelí ultraortodoxo (f. 2017).
- 1915: Martha Tilton, cantante y actriz estadounidense (f. 2006).
- 1917: Rafael Abella, escritor español (f. 2008).
- 1917: Park Chung-hee, general y político surcoreano, tercer presidente de Corea del Sur (f. 1979).
- 1919: Johnny Desmond, cantante estadounidense (f. 1985).
- 1920: John William Cooke, político argentino (f. 1968).
- 1921: Brian Keith, actor y director estadounidense (f. 1997).

Butros Butros-Ghali

- 1922: Butros Butros-Ghali, diplomático egipcio, secretario general de la ONU entre 1992 y 1996 (f. 2016).
- 1922: Roberto Lovera, jugador de balonceso uruguayo (f. 2016).
- 1922: Veronica Lake, actriz y cantante estadounidense (f. 1973).
- 1923: Misael Pastrana, político colombiano (f. 1997).
- 1923: Carlos Seco Serrano, historiador español (f. 2020).
- 1924: Leonid Kogan, violinista y educador ucraniano-ruso (f. 1982).
- 1925: James Mellaart, arqueólogo y escritor británico (f. 2012).
- 1925: Raquel Revuelta Planas, directora de teatro y actriz cubana (f. 2004).
- 1926: Juan Antonio Vallejo-Nágera, escritor y psiquiatra español (f. 1990).
- 1927: Bart Cummings, entrenador australiano de caballos (f. 2015).
- 1927: McLean Stevenson, actor y guionista estadounidense (f. 1996).

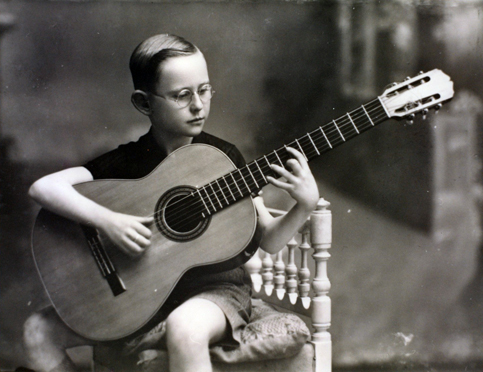
Narciso Yepes

- 1927: Narciso Yepes, guitarrista y compositor español (f. 1997).
- 1928: David Záizar, cantante mexicano (f. 1982).
- 1929: Shirley Crabtree, británico wrestler (f. 1997).
- 1930: Elisabeth Frink, escultora y pintora británica (f. 1993).
- 1930: Edward Higgins White II, astronauta, coronel e ingeniero estadounidense (f. 1967).
- 1931: Adriano González León, escritor venezolano (f. 2004).
- 1931: Mariano Rubio, economista español (f. 1999).
- 1932: Gunter Sachs, fotógrafo alemán (f. 2011).
- 1932: Jack Smith (director de cine), cineasta estadounidense.
- 1933: Fred Haise, astronauta, piloto e ingeniero estadounidense.
- 1934: Dave Mackay, futbolista británico (f. 2015).
- 1935: Hussein I, rey jordano (f. 1999).
- 1936: Carey Bell, cantante y armonicista estadounidense de blues (f. 2007).
- 1936: Antonio Gades, bailarín y coreógrafo español (f. 2004).
- 1936: Gus Ignolín, ciclista francés (f. 2011).
- 1936: Josefina Molina, directora de cine y teatro, y actriz española.
- 1939: Wendy Carlos, compositora y clavecinista estadounidense.
- 1939: Ramiro Corzo, actor colombiano (f. 2016).
- 1942: Natalia Gutman, chelista y educadora rusa.
- 1943: Peter Norton, informático estadounidense, CEO de Norton Corp.
- 1944: Karen Armstrong, escritora y académica británica.
- 1944: Rafael Roncagliolo, sociólogo, político y periodista peruano (f. 2021).
- 1945: Humberto Monroy, fue un músico colombiano de rock. (f. 1992).
- 1945: Enrique Correa Ríos, político chileno.
- 1945: Brett Lunger, piloto estadounidense.
- 1945: Stella Obasanjo, primera dama nigeriana (f. 2005).
- 1947: P. J. O'Rourke, periodista, político y escritor satírico estadounidense (f. 2022).
- 1947: Óscar Colchado, docente, poeta y cuentista peruano (f. 2023).

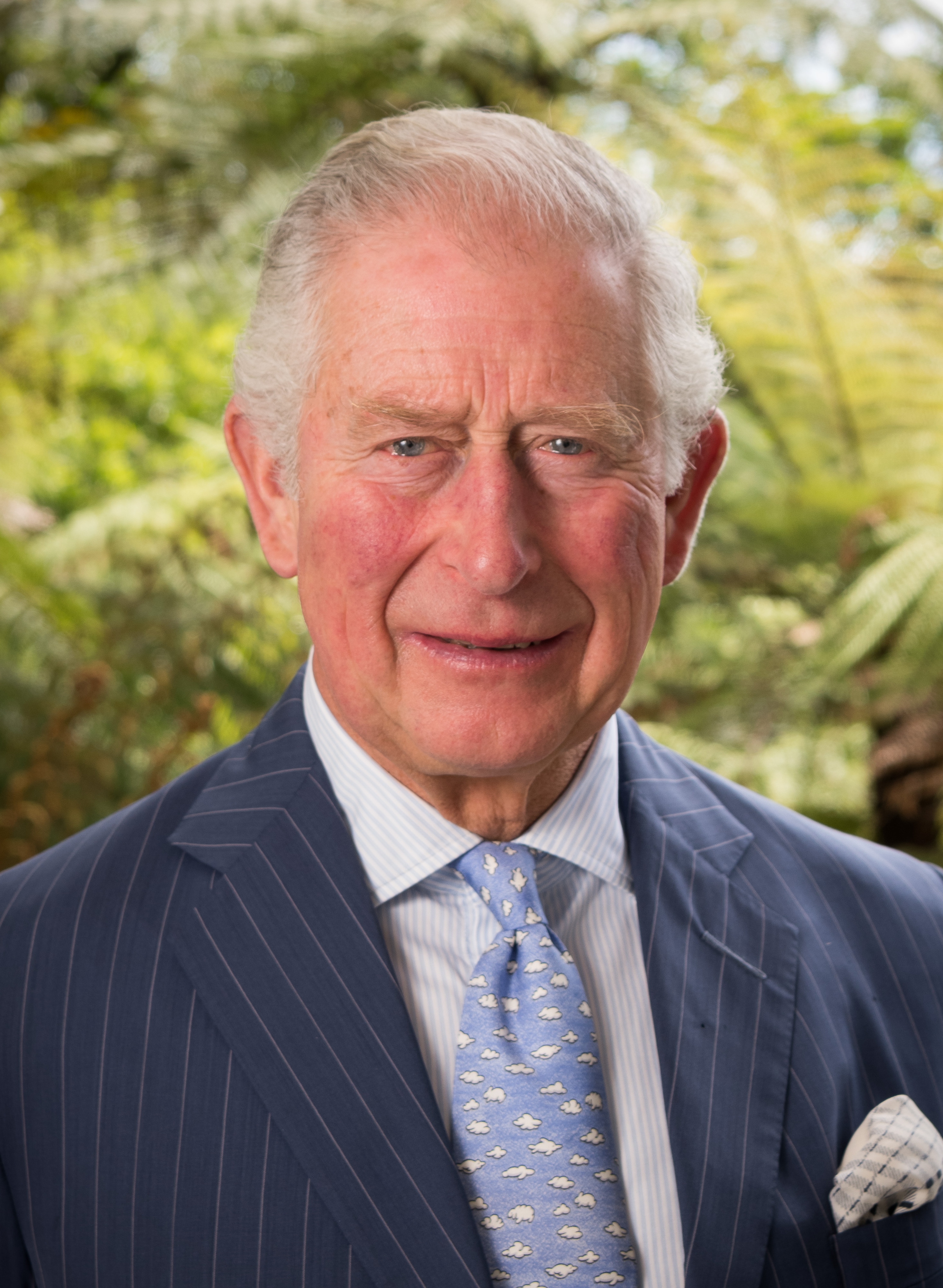
Carlos III

- 1948: Carlos III, aristócrata británico, rey del Reino Unido desde 2022.
- 1948: Kristina Lugn, escritora sueca (f. 2020).
- 1949: Raúl di Blasio, pianista argentino.
- 1949: Enzo Cucchi, pintor italiano.
- 1949: James Young, guitarrista estadounidense, de la banda Styx.
- 1950: Leo van de Ketterij, guitarrista y compositor neerlandés (f. 2021).
- 1950: Matías Prats Luque, periodista español.
- 1951: Alberto Asarta, militar y político español.
- 1951: Frankie Banali, baterista y compositor estadounidense (f. 2020).
- 1951: Sandahl Bergman, actriz, cantante y bailarina estadounidense.
- 1951: Stephen Bishop, cantante, guitarrista y actor estadounidense.
- 1951: Alec John Such, bajista estadounidense, de la banda Bon Jovi (f. 2022).
- 1951: Zhang Yimou, cineasta y actor chino.
- 1951: Salote Mafileʻo Pilolevu Tuita, princesa real de Tonga.
- 1952: Maggie Roswell, actriz de doblaje y cantante estadounidense.
- 1952: Chris Noonan, cineasta australiano
- 1952: Agustín Rueda Sierra, anarquista español (f. 1978).
- 1953: Dominique de Villepin, primer ministro francés.
- 1954: Bernard Hinault, ciclista francés.
- 1954: Condoleezza Rice, secretaria de Estado y política estadounidense.
- 1954: Eliseo Salazar, automovilista chileno.
- 1954: Yanni, pianista, compositor y productor griego.
- 1955: Jack Sikma, baloncestista y entrenador estadounidense.
- 1956: Avi Cohen, futbolista israelí (f. 2010).
- 1956: Valerie Jarrett, política estadounidense.
- 1958: Sergio Goyri, actor mexicano.
- 1958: Raúl Pérez Tovar, beisbolista venezolano.
- 1959: Paul McGann, actor británico.
- 1959: Chris Woods, futbolista y entrenador británico.
- 1961: Antonio Flores, compositor y cantante español (f. 1995).
- 1961: Carlos Pacheco Perujo, dibujante de historietas.
- 1961: D. B. Sweeney, actor estadounidense.
- 1962: Laura San Giacomo, actriz estadounidense.
- 1962: Harland Williams, canadiense-estadounidense actor y guionista.
- 1963: Jesús García Pitarch, futbolista español.
- 1964: Raúl Araiza Herrera, actor mexicano.
- 1964: Patrick Warburton, actor y comediante estadounidense.
- 1966: Petra Rossner, ciclista alemana.
- 1967: Letitia Dean, actriz y cantante británica.
- 1967: Nina Gordon, cantante y compositora estadounidense.
- 1967: Leo Kunnas, coronel y escritor estonio.
- 1968: Janine Lindemulder, actriz porno estadounidense.
- 1969: Butch Walker, cantante, compositor, guitarrista y productor estadounidense.
- 1970: David Wesley, baloncestista estadounidense.
- 1971: Adam Gilchrist, jugador australiano de críquet.
- 1971: Marco Leonardi, actor ítalo-australiano.
- 1972: Matt Bloom, luchador profesional estadounidense.
- 1972: Josh Duhamel, actor estadounidense.
- 1972: Edyta Górniak, cantante polaca.
- 1972: Dariusz Żuraw, futbolista polaco.
- 1972: Hovik Keuchkerian, actor, escritor y exboxeador armenio-libanés.
- 1974: Adina Howard, cantante, compositor y chef estadounidense.
- 1974: David Moscow, actor estadounidense.
- 1974: Natalia Esperón, actriz mexicana.
- 1974: Joe Principe, cantante y bajista estadounidense.
- 1974: André Luiz Moreira, futbolista brasileño.
- 1974: Hugo Caballero, futbolista hondureño.
- 1974: Kilife Uele, futbolista tongano.
- 1975: Travis Barker, baterista, compositor y productor estadounidense de rock, de la banda Blink-182.
- 1975: Luizão, futbolista brasileño.
- 1976: Ramón Delgado, tenista paraguayo.
- 1977: Obie Trice, rapero estadounidense.
- 1977: Niels Oude Kamphuis, futbolista neerlandés.
- 1978: Michala Banas, actriz y cantante neozelandesa.
- 1978: Delphine Chanéac, modelo y actriz francesa.
- 1979: Tobin Esperance, músico estadounidense, de la banda Papa Roach.
- 1979: Olga Kurylenko, actriz y modelo francesa nacida en Ucrania.
- 1979: Miguel Sabah, futbolista mexicano.
- 1978: Jonathan Sesma, futbolista español.
- 1978: Washington Luigi Garcia, futbolista brasileño.
- 1980: Carlos Cabezas, baloncestista español.
- 1980: Pedro Capó, cantautor, músico y actor puertorriqueño-estadounidense.
- 1980: Vanesa Martín, cantante y compositora española.
- 1980: Brooke Satchwell, modelo y actriz australiana.
- 1981: José Alberto Benítez, ciclista español.
- 1981: Russell Tovey, actor británico.
- 1981: Khaled Saad, futbolista jordano.
- 1982: Ángel Castro, beisbolista dominicano.
- 1982: Clare Crockett, monja irlandesa, Sierva del Hogar de la Madre (f. 2016)
- 1983: Lil Boosie, rapero estadounidense.
- 1983: Alejandro Falla, es un extenista profesional colombiano.

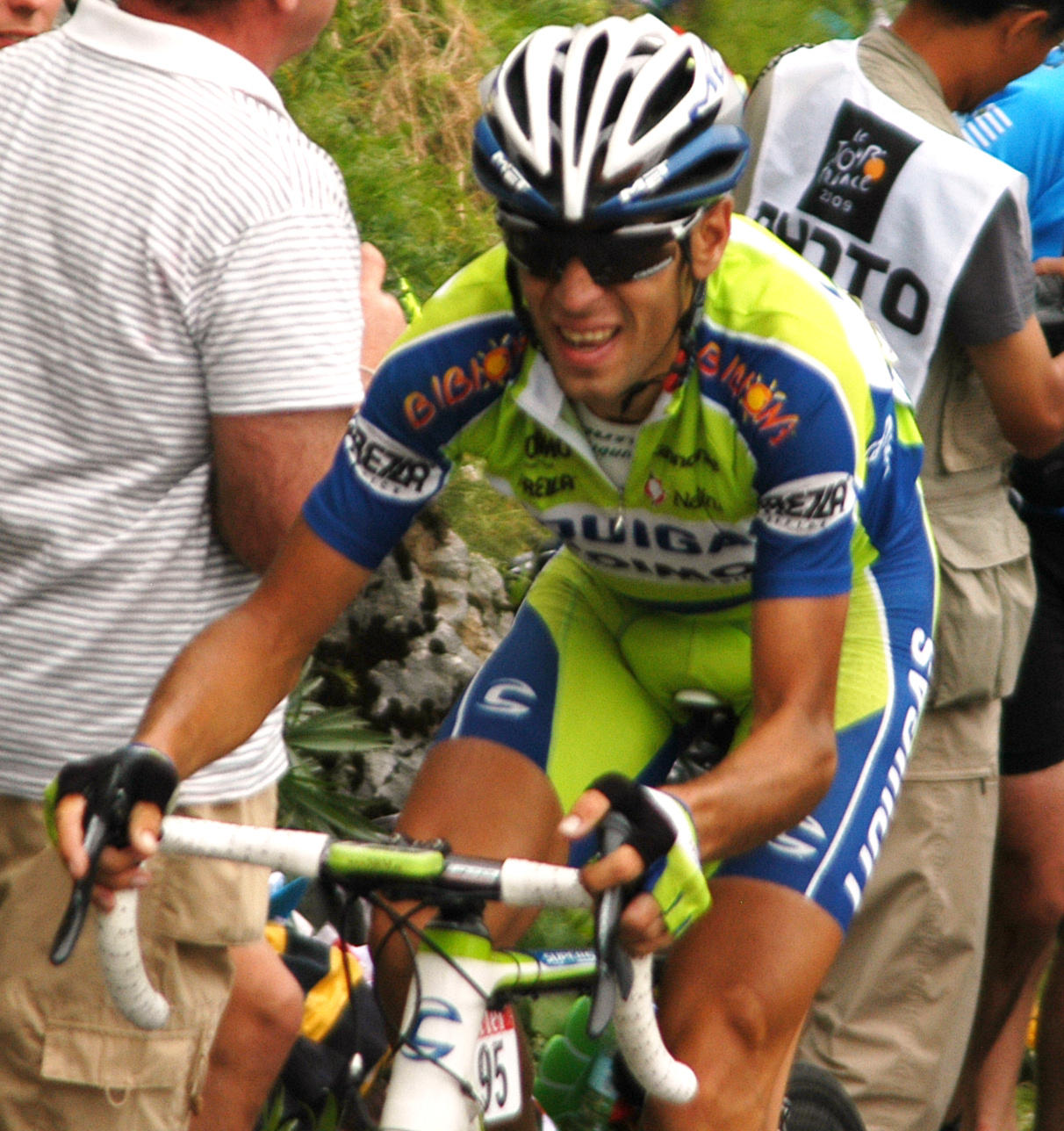
Vincenzo Nibali

- 1984: Vincenzo Nibali, ciclista italiano.
- 1984: María Serifovich, cantante serbia.
- 1984: Lisa De Vanna, futbolista australiana.
- 1985: Elena Gómez Servera, gimnasta española.
- 1985: Steven Hill, baloncestista estadounidense.
- 1985: Wang Feng, piragüista china.
- 1985: Ronny Hafsås, biatleta noruego.
- 1985: Ramón Núñez, futbolista hondureño.
- 1985: Thomas Vermaelen, futbolista belga.
- 1985: Evelyn Nwabuoku, futbolista nigeriana.
- 1985: Vero Salatić, futbolista bosnio-suizo.
- 1985: Nelson Rebolledo, futbolista chileno.
- 1986: Candela Serrat, actriz española.
- 1986: Kenta Yamafuji, futbolista japonés.
- 1987: Giorgos Georgiadis, futbolista griego.
- 1987: Ben Gastauer, ciclista luxemburgués.
- 1988: Nanase Hoshii, actriz y cantante japonesa.
- 1988: Masato Fukui, futbolista japonés.
- 1988: Jeremy Bokila, futbolista congoleño.
- 1989: Andreu Fontàs, futbolista español.
- 1989: Jake Livermore, futbolista británico.
- 1989: The Ready Set, cantante y compositor estadounidense.
- 1990: Roman Bürki, futbolista suizo.
- 1990: Tereza Mrdeža, tenista croata.
- 1990: Djiman Koukou, futbolista beninés.
- 1990: Yanet García, modelo, actriz, influencer y presentadora del tiempo mexicana.
- 1991: Mohammed Abu, futbolista ghanés.
- 1991: Manoel Afonso Júnior, futbolista brasileño.
- 1991:  Graham Patrick Martin, actor estadounidense.
- 1992: Daniel Castro, beisbolista mexicano.
- 1992: Daniela Vega, modelo, exreina de belleza y presentadora de televisión colombiana.
- 1993: Francisco Lindor, beisbolista puertorriqueño.
- 1993: Samuel Umtiti, futbolista francés.
- 1994: Bubacarr Sanneh, futbolista gambiano.
- 1994: Thomas Murg, futbolista austriaco.
- 1996: Borna Ćorić, tenista croata.
- 1996: Fiorin Durmishaj, futbolista albanés.
- 1996: Rabiya Mateo, modelo filipina.
- 1996: Hayato Nukui, futbolista japonés.
- 1996: Salaheldin Jairi, taekwondista egipcio.
- 1996: Dawson Knox, jugador de fútbol americano estadounidense.
- 1996: Bruce Devaux, rugbista francés.
- 1997: Christopher Nkunku, futbolista francés.
- 1997: Noussair Mazraoui, futbolista neerlandés-marroquí.
- 1997: Ilya Samoshnikov, futbolista ruso.
- 1997: Xie Weijun, futbolista chino.
- 1998: Musa Barrow, futbolista gambiano.
- 1998: Samuele Battistella, ciclista italiano.
- 1998: Anna Henderson, ciclista británica.
- 1998: Alina Shynkarenko, nadadora ucraniana.
- 1998: Kevin Agudelo, futbolista colombiano.
- 1998: Vladislav Baboglo, futbolsta moldavo.
- 1999: Claudia Conte, atleta española.
- 1999: Yonas Malede, futbolista israelí.
- 2000: Xavi Pons Foncillas, futbolista español.
- 2000: Lena Reißner, ciclista alemana.
- 2001: Chloe Lang, bailarina, actriz y cantante estadounidense.
- 2001: James Gomez, futbolista gambiano.
- 2006: Antonio José Cordero Campillo, futbolista español.

## Fallecimientos
- 565: Justiniano I, emperador bizantino (n. 482).
- 669: Fujiwara no Kamatari, político japonés (n. 614).
- 1263: Alexander Nevsky, héroe nacional y santo ruso (n. 1220).
- 1442: Yolanda de Aragón, infanta de la Casa de Aragón y reina de Nápoles (n. 1384).
- 1522: Ana de Francia, aristócrata francesa (n. 1461).
- 1556: Giovanni della Casa, arzobispo y poeta italiano (n. 1504).
- 1687: Nell Gwyn, actriz de teatro inglesa, amante del rey Carlos II de Inglaterra (n. 1650).

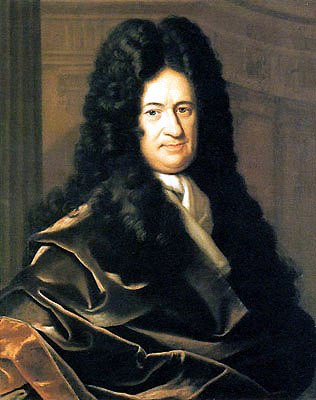
Gottfried Leibniz

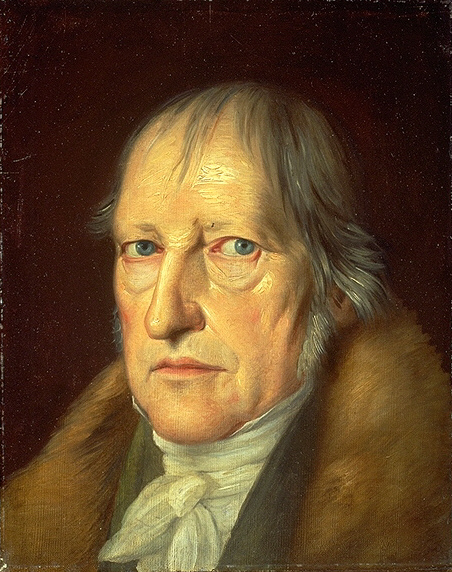
Georg Wilhelm Friedrich Hegel

- 1691: Tosa Mitsuoki, pintor japonés (n. 1617).
- 1716: Gottfried Leibniz, filósofo y matemático alemán (n. 1646).
- 1746: Georg Steller, botánico alemán (n. 1709).
- 1749: Maruyama Gondazaemon, luchador japonés de sumo (n. 1713).
- 1813: Antonio de Capmany, escritor, historiador y político español (n. 1742).
- 1817: Alejo Sabaraín Ramos, fue un republicano conspirador del siglo XIX junto con Policarpa Salavarrieta (n. 1795).
- 1817: Policarpa Salavarrieta, modista, espía y heroína colombiana (n. 1795).
- 1825: Jean Paul, periodista y escritor alemán (n. 1763).
- 1829: Louis Nicolas Vauquelin, farmacéutico y químico francés (n. 1763).
- 1831: Georg Wilhelm Friedrich Hegel, filósofo alemán (n. 1770).
- 1831: Ignace Joseph Pleyel, compositor y fabricante de pianos austriaco-francés (n. 1757).
- 1844: Flora Tristán, filósofa feminista socialista francesa (n. 1803).
- 1863: José Jacinto Milanés, poeta y dramaturgo cubano (n. 1814).
- 1866: Miguel I de Portugal, rey portugués (n. 1802).
- 1867: José Jacinto Milanés, poeta y dramaturgo cubano.
- 1884: José Antonio Cortina, orador y poeta cubano.
- 1896: Italo Campanini, tenor italiano (n. 1845).
- 1904: Genaro Garza García, abogado y político mexicano (n. 1837).
- 1908: Guangxu, emperador chino de la Dinastía Qing (n. 1873).
- 1909: Ramón Falcón, militar, policía, torturador y delincuente argentino (n. 1855).

- 1912: Elise Honegger, periodista, editora y activista suiza por los derechos de las mujeres (n. 1839).
- 1914: Jerónimo Treviño, militar y político mexicano (n. 1835).
- 1915: Theodor Leschetizki, pianista y compositor polaco (n. 1830).
- 1915: Booker T. Washington, educador afroestadounidense (n. 1856).
- 1916: Henry George, Jr., periodista y político estadounidense (n. 1862).
- 1916: Saki, escritor británico (n. 1870).
- 1929: Kamala, niña abandonada por ser autista, supuestamente criada por lobos (n. 1912).
- 1938: Lorenzo Siegerist, arquitecto suizo (n. 1862).
- 1944: Carl Flesch, violinista y educador húngaro (n. 1873).

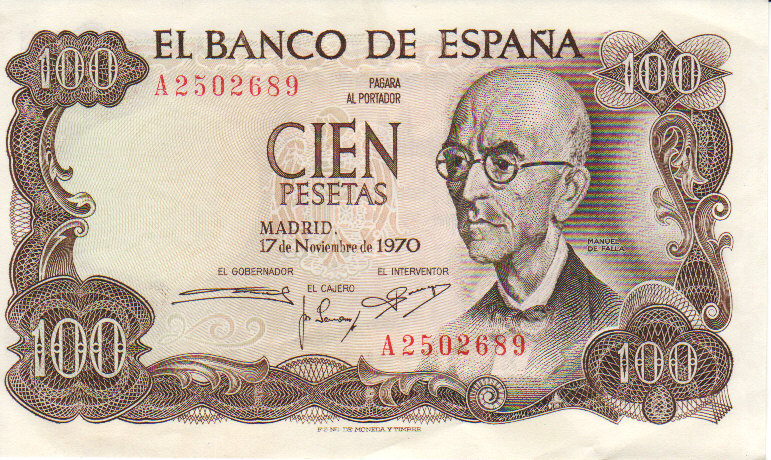
Manuel de Falla

- 1946: Manuel de Falla, pianista y compositor español (n. 1876).
- 1950: Orhan Veli Kanık, poeta turco (n. 1914).
- 1968: Ramón Menéndez Pidal, filólogo, historiador, folclorista y medievalista español (n. 1869).
- 1972: Elisa Griensen, patriota mexicana (n. 1888).
- 1974: Johnny Mack Brown, futbolista, actor y cantante estadounidense (n. 1904).
- 1977: Tetango Pouchi, cantante marfileño (n. 1947).
- 1977: Bhaktivedanta Swami, religioso indio, fundador de los hare krishna (n. 1896).
- 1978: Segismundo de Prusia, aristócrata prusiano (n. 1896).
- 1985: Emir Rodríguez Monegal, crítico literario uruguayo (n. 1921).
- 1990: Malcolm Muggeridge, escritor británico (n. 1903).
- 1990: Paula Nenette Pepín (Pablo del Cerro), compositora francoargentina, esposa de Atahualpa Yupanqui (n. 1908).
- 1990: Sol Kaplan, director de orquesta y compositor estadounidense (n. 1919).
- 1991: Tony Richardson, director, productor y guionista británico-estadounidense (n. 1928).
- 1992: Ernst Happel, futbolista y entrenador austriaco (n. 1925).
- 1992: Gregorio Prieto, pintor español (n. 1897).
- 1995: Luis Bras, dibujante, diseñador gráfico y cineasta argentino, pionero de la animación (n. 1923).
- 1995: Jack Finney, estadounidense escritor y guionista (n. 1911).
- 1997: Eddie Arcaro, jinete estadounidense (n. 1916).
- 1997: Alba de Céspedes, poetisa, novelista y periodista italocubana (n. 1911), hija del presidente Carlos Manuel de Céspedes y Quesada y nieta del prócer Carlos Manuel de Céspedes.
- 2001: Charlotte Coleman, actriz británica (n. 1968).[6]
- 2001: Juan Carlos Lorenzo, futbolista y entrenador de fútbol argentino (n. 1922).
- 2003: Gene Anthony Ray, actor, cantante, bailarín, y coreógrafo estadounidense (n. 1962).
- 2004: Octavio Arizmendi Posada, político colombiano (n. 1934).
- 2004: Michel Colombier, director de orquesta y compositor franco-estadounidense (n. 1939).
- 2004: Daniel Gil, diseñador gráfico español (n. 1930).
- 2006: José María Jover Zamora, historiador español (n. 1920).
- 2010: Alejo Garza Tamez, empresario mexicano (n. 1933).
- 2011: Álvaro Caruncho, pintor español (n. 1948).
- 2011: Adelma Gómez, organista y profesora argentina (n. 1934).
- 2011: Neil Heywood, empresario británico (n. 1970).
- 2011: Josep Pernau, periodista español (n. 1930).
- 2012: Ahmed Jabari, comandante palestino (n. 1960).
- 2014: Glen A. Larson, director, productor y guionista estadounidense (n. 1937).
- 2015: Jacques Ernest Joseph Lambinon, botánico, micólogo y briólogo belga (n. 1936).
- 2016: Miguel Baca Rossi, escultor peruano (n. 1917).
- 2017: Wolfgang Schreyer, guionista y escritor alemán (n. 1927).
- 2018: Fernando del Paso, escritor, dibujante, pintor y diplomático mexicano (n. 1935).
- 2019: Branko Lustig, productor cinematográfico y actor croata (n. 1932).
- 2020: Jay E. Adams, escritor y teólogo estadounidense (n. 1929).
- 2024: Arturo García Tenorio, actor y director de cine mexicano (n. 1954).

## Celebraciones
- Día Mundial de la Diabetes.[7]

- Día Internacional contra el Tráfico Ilícito de Bienes Culturales. Establecido por la Unesco en 2019.[8]Recuerda al mundo que el robo, el saqueo y el tráfico ilícito de bienes culturales tiene lugar en todos los países, despojando a las personas de su cultura, identidad e historia. El tráfico ilícito de bienes culturales es un problema global que socava la identidad cultural de los pueblos y financia actividades delictivas.

- Día Internacional de los Vendedores Ambulantes.[9]Se reconoce la lucha diaria de los vendedores ambulantes o informales y del esfuerzo de quienes, muchas veces sin lograr un empleo formal, sostienen su esfuerzo por vivir dignamente y ofrecer bienestar a su familia. Fue creado en el año 2012 por iniciativa de la organización StreetNet International, más conocida como la Alianza Internacional de Vendedores de Calle.

 Por países
(Por orden alfabético)
- Argentina: 
  - Día del Tambero.[10]En conmemoración de la fecha de 1920 en la que se fundó la Unión General de Tamberos.

- Colombia: 
  - Día de la Mujer Colombiana.[11] En honor a la heroína Policarpa Salavarrieta, más conocida como La Pola, asesinada este día de 1817 tras ser acusada de ejercer de espía para el movimiento independentista de Colombia. Este día también se reconoce a todas las mujeres colombianas por su carácter, fortaleza, valentía y amor.

- Estados Unidos: 
  - Día del Guacamole Picante. Celebración que busca promover la gastronomía mexicana y rendir homenaje a este delicioso platillo hecho a base de aguacate, chiles y otros ingredientes que le dan un toque picante.
(en inglés: National Spicy Guacamole Day).
  - Día del Encurtido. Celebración en la que se rinde homenaje a los encurtidos, alimentos sumergidos en vinagre o salmuera.
(en inglés: National Pickle Day).
  - Día de la Enfermera del Quirófano. Homenaje a las profesionales esenciales que brindan cuidados especializados y asistencia durante los procedimientos quirúrgicos.
(en inglés: Operating Room Nurse Day).
  - Día del Oso de Peluche Americano. Celebra la popularidad de estos adorables compañeros de peluche.
(en inglés: National American Teddy Bear Day).
  - Día de Relajarse y Aligerarse. Festividad que invita a las personas a tomarse un descanso, reducir el estrés y disfrutar de actividades divertidas y relajantes para mejorar su bienestar emocional y físico.
(en inglés: Loosen Up Lighten Up Day).

- Perú: 
  - Día del Bibliotecario.[12]

- India: 
  - Diwali (solo en 2020 por el calendario hindú).

### Santoral católico
- San Adeltrudis.

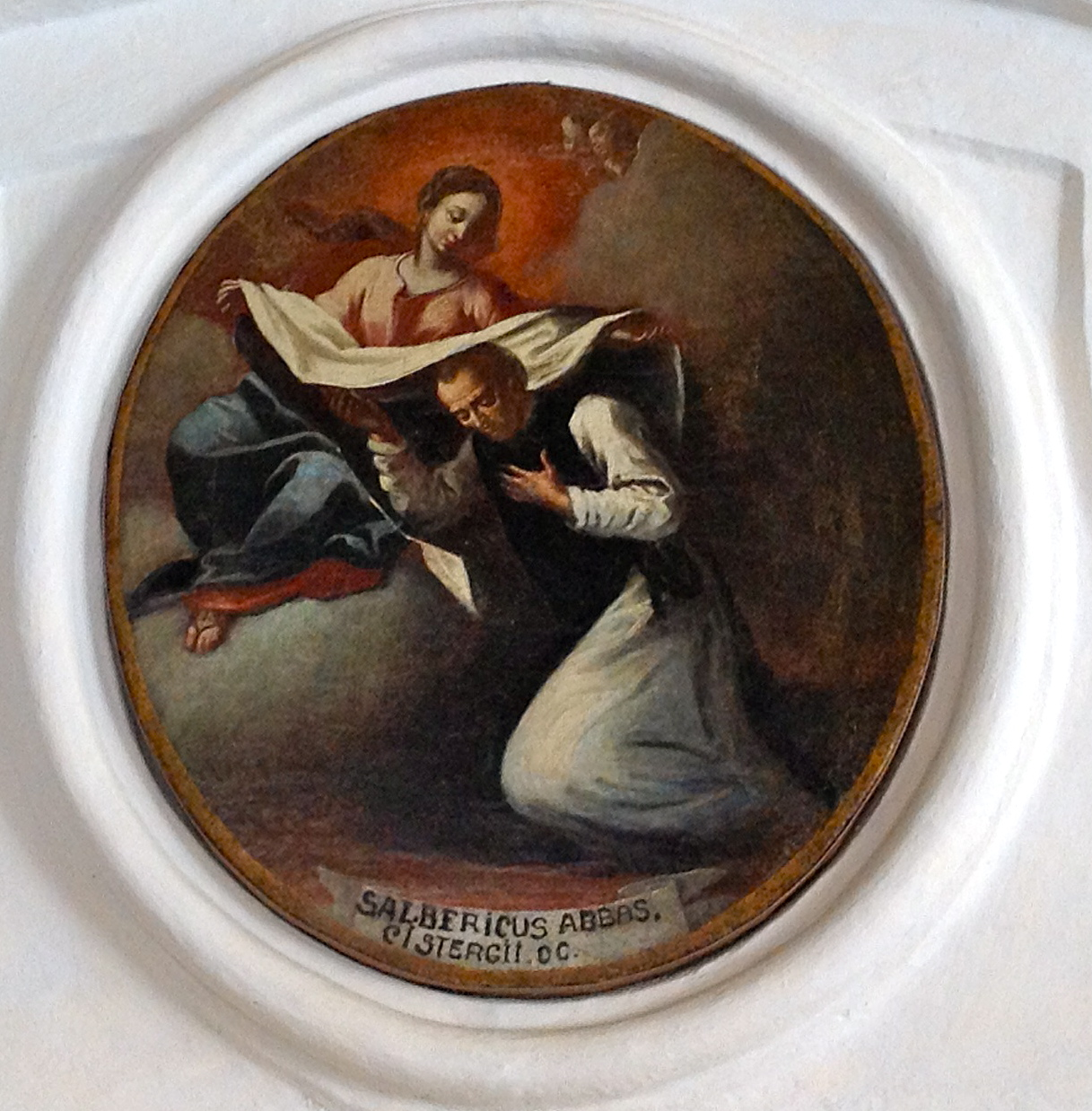
San Alberico fue un monje francés, cofundador de la Orden del Císter.

- San Alberico (imagen ilustrativa).
- San Andrónico.
- San Antigio.
- San Dubricio de Bardsey.
- San Esteban Teodoro Cuénot.
- San Filomeno.
- San Hipacio de Gangres.
- San Jocundo.
- San José Pignatelli.
- San Juan de Traú.
- San Lorenzo O´Toole.
- San Rufo de Aviñón.
- San Serapión.
- San Siardo de Mariëngaarde.
- San Teodoto de Heraclea.
- Santa Trahamunda de Pontevedra.
- San Venerando de Troyes.
- San Vitón.
- Beato Juan de Licio.
- Beato Juan de Tufaria.